# Navita de ventis, de tauris narrat arator, enumerat miles vulnera, pastor oves
 Navita de ventis, de tauris narrat arator, enumerat miles vulnera, pastor oves  лат. (изговор: навита де вентис, де таурис нарат аратор, енумерат милес вулнера, пастор овес). Морнар о ветровима, орач прича о биковима, ратник броји ране, а пастри овце. (Секст Проперције)

## Поријекло изреке
Изрекао римски пјесник Проперције(први вијек старе ере).

## Изрека у српском језику
„Ко о чему, баба о уштипцима.“

## Тумачење
Природно је да је сваком његов проблем основни и највећи. Једном вариоцу је раван и добар вар једина преокупација, зидару раван и вертикалан зид, баби уштипци које пече...